# William Edjenguele
William Edjenguele est un footballeur français. Il évolue au poste de défenseur latéral à Nuneaton Borough.

## Palmarès

### En club
- Dundee United
  - Vainqueur de la Scottish Challenge Cup en 2017